# Krokodil (groupe)
Pour les articles homonymes, voir Krokodil (homonymie).
Krokodil est un groupe de rock progressif suisse. Il est actif durant la fin des années 1960 et le début des années 1970.

## Biographie
Le groupe est formé en 1969 et ressemblait à la direction musicale Amon Düül. Le groupe ne donne plus signe d'activités après la sortie de son dernier album en date, Sweat and Swim, en 1973.
Son style musical est maintenant classé comme du rock progressif. Ses racines s'ancraient dans le blues, le folk et le rock 'n' roll. Les membres se référaient principalement à Jimi Hendrix. En 1970, ils sortent une reprise du morceau à succès The Creator Has a Master Plan de Pharoah Sanders.

## Membres
- Walty Anselmo - guitare, chant
- Düde Dürst - batterie
- Hardy Hepp - chant, claviers, violon (1971-1973)
- Terry Stevens - guitare basse, chant
- Mojo Weideli - harmonica, flûte, percussions

## Discographie
- 1969 : Krokodil
- 1970 : Swamp
- 1970 : Krokodil Solo - Düde Dürst
- 1971 : An Invisible World Revealed
- 1972 : Getting Up for the Morning
- 1973 : Sweat and Swim